# 明治六大教育家
明治六大教育家（めいじろくだいきょういくか）は、1907年（明治40年）に「近世の教育に功績ある故教育家の代表者」として顕彰された6人の教育家を指す呼称。顕彰当時は故六大教育家または帝国六大教育家と称されたが、大正期以降に「明治六大教育家」「明治の六大教育家」という呼称が見られるようになった。

## 概要
1907年（明治40年）5月、帝国教育会、東京府教育会、東京市教育会共同主催の全国教育家大集会が東京高等工業学校（東京工業大学の前身）講堂で開催され、集会2日目に故六大教育家追頌式が執り行われた。顕彰された6人は以下の通り。
大木喬任（おおき たかとう）文部卿として近代的な学制を制定
森有礼（もり ありのり）明六社の発起代表人、文部大臣として学制改革を実施
近藤真琴（こんどう まこと）攻玉塾を創立、主に数学・工学・航海術の分野で活躍
中村正直（なかむら まさなお）同人社を創立、西国立志編など多くの翻訳書を発刊した
新島襄（にいじま じょう）同志社を創立、英語・キリスト教の分野で多くの逸材を教育
福澤諭吉（ふくざわ ゆきち）慶應義塾を創立、法学・経済学を中心に幅広い思想家として著名

## 三大義塾
- 慶應義塾（現：慶應義塾大学）
- 同人社
- 攻玉塾（現：攻玉社中学校・高等学校）

六人の教育家のうち、福澤、中村、近藤が設立した塾をまとめて「三大義塾」または「東都三塾」と称する。生徒数は当時設立されていた私塾の中で群を抜いていたという評価をなされている。